# Identity
Identity (prt: Identidade Misteriosa; bra: Identidade) é um filme estadunidense de 2003, do gênero suspense, dirigido por James Mangold, com roteiro de Michael Cooney.

## Sinopse
Numa noite de tempestade, dez pessoas que não se conhecem buscam abrigo num hotel — entre elas, um assassino que vai eliminando os hóspedes um a um.

## Elenco
- John Cusack ...(Ed)
- Ray Liotta ...(Rhodes)
- Amanda Peet ...(Paris)
- Rebecca De Mornay ...(Caroline Suzanne)
- John Hawkes ...(Larry)
- Alfred Molina ...(Dr. Malick)
- Clea DuVall ...(Ginny)
- John C. McGinley ...(George York)
- William Lee Scott ...(Lou)
- Jake Busey ...(Robert Maine)
- Pruitt Taylor Vince ...(Malcolm Rivers)
- Carmen Argenziano ...(Advogado de defesa)
- Leila Kenzle ...(Alice York)
- Bret Loehr ...(Timmy York)
- Holmes Osborne ...(Juiz)
- Frederick Coffin ...(Detetive Varole)